# Ведейс, Леонид
Леонид Ведейс (латыш. Leonīds Vedējs; род. 12 октября 1908 года в Даугавпилсе — ум. 4 февраля 1995 года в Гранд-Рапидсе) — латышский хоккеист, защитник.

## Детство, обучение
Был сыном полицейского Юлия Ведейса. Обучался в Латвийском Хозяйственном Университете в Елгаве. В 30-х годах работал бактериологом в лаборатории бактериологического отдела министерства сельского хозяйства, также во время оккупации. После Второй мировой войны он находился в лагере беженцев в Фишбах, а потом работал бактериологом в Нюрнберге. В 1949 году он переехал в США, где продолжал работу до 80-х годов.

## Спортивная карьера

### Клубная карьера
Начал карьеру в 1931 году в клубе «Университатес Спортс» (латыш. Universitātes sports). В 1941 играл за «Динамо», но после окончания сезона вернулся обратно в «Университатес Спортс», в котором проиграл до 1944 года, после чего завершил карьеру.

### Карьера в сборной
Был одним из лидеров предвоенной сборной Латвии. С 1935 по 1940 год был её капитаном.
Со сборной занял десятое место на чемпионате мира в 1933, тринадцатое в 1935 и десятое в 1938 и 1939. Был также третьим на универсиаде в 1933 и второй в 1935 годах.
Выступал на зимних олимпийских играх в 1936 в Гармиш-Партенкирхен, на которых латвийская сборная заняла 13 место. На этих играх был знаменосцем флага Латвии. Был первым олимпийцем Даугавпилса.
С 1932 по 1940 год он сыграл в 34 из 36 матчей за сборную Латвии. Это наибольшее число выступлений за сборной в этих годах.

## Вторая мировая
В 1944 году во время Второй мировой войны, вместе с вратарём одноклубником Робертом Лапаинисом добровольно вступил в 506 зенитную дивизию СС. Был сержантом. Кавалер ордена железного креста первого и второго класса.

## Послевоенное время
После войны эмигрировал в США и стал тренером, но вскоре ушёл в отставку по причине различий между европейским и американским хоккеем. В 80-х годах был тренером в Рио-де-Жанейро. После восстановления независимости Латвии помогал Латвийскому хоккейному союзу.
Скончался 4 февраля 1995 в Гранд-Рапидсе. 30 июня 1995 года, согласно завещанию Ведейса, его дети развеяли его прах над Балтийским морем.